# Xanthorhoe umbrosa
Xanthorhoe umbrosa är en fjärilsart som beskrevs av Alfred Philpott 1917. Xanthorhoe umbrosa ingår i släktet Xanthorhoe och familjen mätare. Inga underarter finns listade i Catalogue of Life.